# Пожежа на складі боєприпасів у Калинівці
Поже́жа на скла́ді боєприпа́сів у Калинівці — катастрофа, під час якої відбулося займання на стратегічних складах боєприпасів 48 арсеналу ЗСУ під Калинівкою на Вінниччині 26 вересня 2017 року. У зону ураження потрапили населені пункти у радіусі 5 км.
Станом на 2017 рік, 48-й арсенал був одним з найбільших в Україні. Внаслідок пожежі вибухнуло 32—40 тис. тонн снарядів, в основному — танкові 125 мм снаряди.
22 листопада 2017 року військова прокуратура назвала винним майора ВСП, якого оштрафували на 2465 грн. Через 4 роки, у 2021-му, генпрокуратура назвала остаточну причину — диверсія, із закладенням легкозаймистих речовин сторонніми особами.[⇨]

## Передумови
- Площа складу: 600 га;
- Маса боєприпасів: за попередніми даними, до 188 тис. тонн. Згідно повідомлення Степана Полторака 28 вересня, склади могли прийняти до 140 тис. тонн боєприпасів, проте фактична заповненість була 83 тис. тонн., з яких 68 тис. тонн — боєприпаси, готові до застосування, решта — компоненти до боєприпасів та металобрухт.[2][3]
- Повідомлялося, що склад містив ракети систем залпового вогню «Смерч», «Ураган» і «Град». За даними МОУ, на складі зберігалася велика кількість танкових снарядів 125 мм калібру.[4] Ймовірно, зберігалися також ракети до тактичних комплексів «Точка-У»[5], та, за словами Юрія Бірюкова, деяка кількість ракет комплексів 9К52 «Луна» та 2К12 «Куб», які призначалися на утилізацію.[6] Вже після вибухів на фотографіях, які потрапили в мережу, в околицях 48-го арсеналу були ідентифіковані реактивні двигуни, які є частиною боєприпасу активно-реактивної міни АРМ-0 «Гагара» (ЗФ2) для мінометів калібру 240мм (самохідний 2С4 «Тюльпан» або буксируваний 2Б8).[7][8][9]

### Перевезення боєприпасів 2008-го
2008 року на склад було перевезено партію застарілих боєприпасів із Славути і Брюховичів. Частина боєприпасів була неналежно упакована — 30 % ящиків були забиті дошками замість кришок. Через відсутнє маркування було невідомо, що саме знаходиться у ящиках.
Згідно українсько-американських домовленостей, у 2009—2013 роках планувалося провести утилізацію цих боєприпасів та закрити склад, однак до 2017 року цього не було зроблено.

### 2017
25 вересня, напередодні вибухів, сайт Вінницької ОДА оголосив про проведення 26-27 вересня масштабних антитерористичних навчань у Вінниці та в деяких районах області із залученням Національної поліції, Нацгвардії, ДСНС, ЗСУ, прикордонників тощо. За іншими даними, під антитерористичними навчаннями силовики маскували справжню антидиверсійну операцію, яку проводили в цей час у Вінницькій області. До маскування вдалися з метою уникнення зайвих чуток в ЗМІ і паніки серед місцевого населення.
За словами Юрія Бірюкова, на день пожежі завантаження складу було в межах 57 %.

## Перебіг подій
Близько 21:00 26 вересня 2017 року прозвучали перші вибухи. За словами заступника міністра інфраструктури Юрія Лавренюка, первинну інформацію про вибухи в Калинівці повідомив екіпаж літака, який прямував з Ларнаки до Мінська.
Вже через півгодини розпочалася евакуація населення. Блокпост, встановлений полком Нацгвардії, з'явився практично відразу після початку вибуху.
22:10 — закрито перегін Сосонка-Калинівка. Через вибухи чотирнадцять потягів змінили маршрути. Закрили чотири станції: Калинівка-1, Калинівка-2, Гулівці, Холонівська та роз'їзд Сальницький.
Станом на 2:00 ночі 27 вересня більшість жителів Калинівки, Стрижавки, Лавровки і Сальника було евакуйовано і йшла евакуація з інших сіл.
Станом на 3:15 евакуйовано близько 28 тисяч людей. До лікарні потрапили двісті осіб. До Вінниці прибули Володимир Гройсман, голова СБУ Василь Грицак, голова Генштабу Віктор Муженко.
Зранку 27 вересня повідомлялося, що для гасіння пожежі було залучено 691 людину і 149 одиниць техніки, в тому числі літак Ан-32П, та спеціальний пожежний танк ГПМ-72, який Львівський бронетанковий завод терміново передав рятувальникам.
Станом на 10:24 Укрзалізниця змінила маршрут сорока семи потягів. Затримка поїздів складе від 5 до 8 годин. Персонал шести станцій та одного роз'їзду евакуйовано. Підготовлено для роботи з працівниками ДСНС три пожежні поїзди.
Внаслідок пожежі «Украероцентр» закрив повітряний простір у радіусі 50 км від зони спалаху військового складу у Калинівці, від поверхні до необмеженої висоти, також, закрито рух для всіх видів транспорту на автодорозі державного значення М21 Житомир — Могилів-Подільський.
Зранку 27 вересня чотири вінницькі школи закрили, оскільки до них евакуювали жителів сіл.
Станом на ранок 1 жовтня 2017 року тривали поодинокі вибухи, які було чути в тому числі у Вінниці.

## Постраждалі
Станом на 27 вересня постраждало дві особи. Ліквідовано пожежі у чотирьох житлових будинках, евакуйовано близько 30 тисяч осіб.
За даними журналістів на 29 вересня, у результаті вибуху різні пошкодження отримали близько 2 тисяч будинків, 12 були зруйнованими повністю. У результаті вибуху місцева жителька дістала серйозні поранення від вибухової хвилі. Ще одна жінка пошкодила ногу в ході евакуації.

## Наслідки

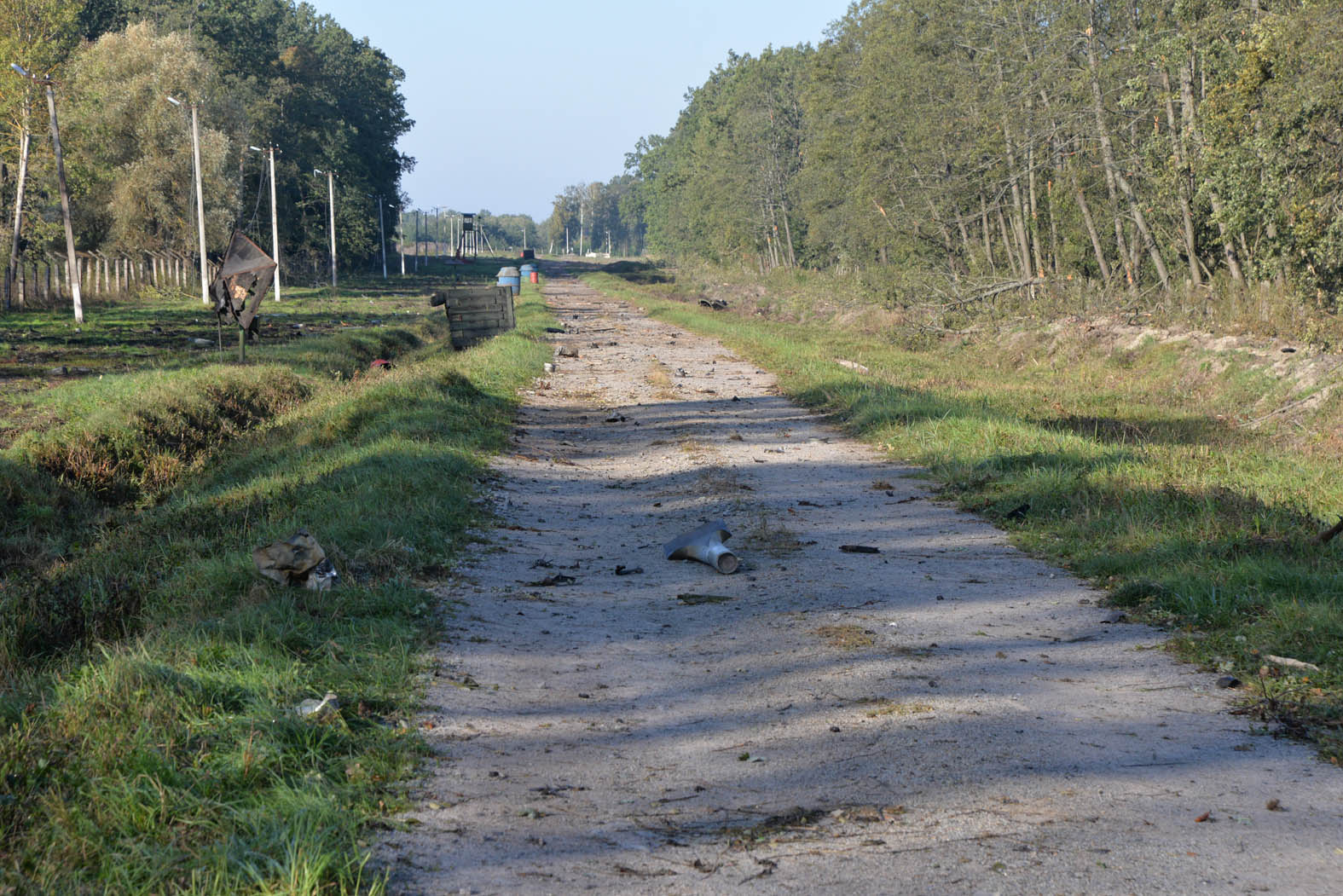
Периметр військового арсеналу поблизу Калинівки, 30 вересня.

За даними Генштабу, 70 % території військових складів під Калинівкою на Вінниччині не постраждали.
За даними МОУ станом на 29 вересня, вибухнуло понад 30 % наявних боєприпасів. Заявлено про знищення 32 тис. тонн снарядів, у тому числі 21 тис. тонн танкових снарядів 125 мм.
Згідно заяви секретаря комітету ВР з питань безпеки і оборони Івана Вінника, втрати від катастрофи в Калинівці становлять 40 тис. тонн боєприпасів. Збитки від втрати боєприпасів становлять не менше 800 млн дол.
За даними журналістських розслідувань, вибухнули одні з найбільш затребуваних у армії типів боєприпасів — в основному 125 мм танкові снаряди, 122 мм реактивні снаряди РСЗВ БМ-21 «Град», 122 мм гаубичні снаряди, 82 і 120 мм міни для мінометів. Повідомляється, що за чотири роки війни (2014—2017 рр.) з Калинівки на фронт і бойову підготовку армії було поставлено близько 24 тис. тонн боєприпасів, тобто навіть за мінімальними оцінками, збитки від вибуху перевищують весь обсяг поставок снарядів і мін з арсеналу за чотири роки війни. Не вибухнули і вціліли сховища особливо цінних 152 мм гаубичних снарядів і 220 мм реактивних снарядів РСЗВ БМ-27 «Ураган».
29 вересня Reuters опублікували фото наслідків вибуху на арсеналі з висоти пташиного польоту.

## Ліквідація наслідків
На ліквідацію наслідків вибухів кабмін виділив 100 млн гривень. Також, було виділено Міністерством внутрішніх справ додатково Державній службі з надзвичайних ситуацій 23,5 мільйона гривень. Вінницька міська рада виділила 5 млн гривень. По 3—10 тисяч видавали на окремі господарства районна рада Калинівки. До відновлення зруйнованих будівель долучились також волонтери.
Однією з основних проблем стала значна нестача шиферу, який в торгових мережах вже був розкуплений унаслідок недавніх точкових випадінь крупного граду в Україні тижнем раніше. Підвезенням шиферу почали займатись волонтери та окремі депутати. Окремим значно постраждалим домогосподарствам пропонувалась компенсація (викуп), ремонт, або кошти на ремонт власних помешкань за вибором.
Повідомлення МВС про повне очищення території від боєприпасів з'явилося 28 листопада.
11 вересня 2019 року, близько 11.30, було зафіксовано 6 вибухів боєприпасів на ділянці підриву нерозірваних боєприпасів. За попередньою інформацією, задимлення сталося через горіння близько двох гектарів сухої трави.

## Розслідування та аналіз
Як і у випадку пожежі 2017 року у Балаклії, одному з найбільших складів в Україні, розглядається версія щодо диверсії з боку РФ.
У порівнянні з пожежею у Балаклії, де евакуація населення почалася лише через чотири години, у Калинівці влада реагувала ефективніше: завдяки попередньому оголошенню про антитерористичні навчання у Вінницькій області, евакуація та інші роботи з ліквідації наслідків пожежі були ефективні і розпочалися набагато швидше.
27 вересня 2017 року Костянтин Місюра, офіцер ЗСУ, повідомив, що протягом двох днів антитерористичних навчань у Вінницькій області тривали пошуки і ведення диверсійних груп. Основна маса учасників груп і їх цілі були визначені, після чого учасники були затримані. Проте одна група змогла доправити на безпілотнику підривний пристрій.
Згідно попередньої доповіді Анатолія Матіоса від 28 вересня 2017 року слідство не встановило жодних диверсійних груп, які могли б підпалити склади боєприпасів в Калинівці. Також Матіосом була спростована попередня версія щодо причетності до пожежі безпілотного літального апарата.
29 вересня генпрокурор Юрій Луценко заявив, що існують свідчення того, що до вибухів на військових складах у районі Калинівки призвів закладений диверсантами детонатор. Він також сказав, що ці вибухи є частиною воєнних дій Росії.
22 листопада 2017 року прес-служба Військової прокуратури України повідомила про причину вибухів. За їх словами, 26 вересня 2017 року старший офіцер майор Б., начальник режимної служби Вінницького зонального відділу ВСП, неналежно виконував службові обов'язки з контролю пропускного режиму, через що працівники приватного підприємства із забороненими легкозаймистими речовинами потрапили на територію, де зберігалися боєприпаси до танкових гармат. 9 листопада щодо майора Б. складено адміністративний протокол за ч. 2 ст. 172-15 (недбале ставлення до військової служби). 10 листопада Калинівський райсуд Вінницької області наклав на майора штраф у 2465 грн.
27 вересня 2021 року генпрокуратур Ірина Венедіктова підтвердила попередню причину — диверсія, із закладенням легкозаймистих рідин на непередбачену ділянку сторонніми особами.

## Матеріали
- Романюк, Роман; Будерацький, Євген (27 вересня 2017). На пороховій бочці. Коли й чому в Україні вибухали армійські склади. www.pravda.com.ua. Українська правда. Архів оригіналу за 29 вересня 2017. Процитовано 28 вересня 2017.
- Під Вінницею горять військові склади (ХРОНІКА) [Архівовано 27 вересня 2017 у Wayback Machine.] // Депо
- Руслан Рудомський, Пожежа на складах в Калинівці. Чому трагедія була неминучою [Архівовано 27 вересня 2017 у Wayback Machine.] // Депо, 27 вересня 2017
- Юрій Бутусов, Катастрофа в Калинівці: вибух, якого чекали [Архівовано 30 грудня 2018 у Wayback Machine.] // Дзеркало тижня, 29 вересня 2017
- Дубчак, Андрій; Васильєв, Євген (30 вересня 2017). Коротко про Калинівку. petrimazepa.com. Петро та Мазепа. Архів оригіналу за 1 жовтня 2017. Процитовано 30 вересня 2017.
- Андрій Завертаний (26 Жовтня 2017). Фоторепортаж місяць потому:Без вікон у передчутті зими — як живе село під артскладами за місяць після вибухів. vezha.vn.ua. Архів оригіналу за 28 жовтня 2017. Процитовано 28 жовтня 2017.

### Відео
- VIDÉO — Ukraine: un dépôt de munitions ravagé par les explosions // RTL — Toujours avec vous, 27 вересня 2017
- Thousands evacuated after Ukraine arms depot 'sabotage' blasts [Архівовано 22 березня 2019 у Wayback Machine.] // AFP news agency, 27 вересня 2017
- Евакуація, закриття повітряного простору та руху потягів. На Вінниччині палає військовий склад // ТСН, 26 вересня 2017
- Вибухи в Калинівці: хронологія подій [Архівовано 18 жовтня 2020 у Wayback Machine.] // 5 канал, 27 вересня 2017
- Потужний вибух Калинівка, знято за 2 км від епіцентру // 26 вересня 2017
- Калиновка. Мега взрыв на авиа складе. // 26 вересня 2017